# Dioscorea baya
Dioscorea baya är en enhjärtbladig växtart som beskrevs av De Wild. Dioscorea baya ingår i släktet Dioscorea och familjen Dioscoreaceae.

## Underarter
Arten delas in i följande underarter:
- D. b. baya
- D. b. kimpundi